# Eine Faust-Ouvertüre
Die Faust-Ouvertüre d-Moll WWV 59 ist ein Orchesterwerk von Richard Wagner. Es entstand zum Jahreswechsel 1839/1840 in Paris; die Uraufführung fand am 22. Juli 1844 unter der Leitung des Komponisten im Palais im Großen Garten in Dresden statt. Wagner überarbeitete seine Komposition in den Jahren 1843 und 1855; diese überarbeitete Version wurde am 23. Januar 1855 in Zürich uraufgeführt.

## Entstehung
In der Zeit zwischen Ende 1839 und Anfang 1840 entschloss sich Wagner, inspiriert von der «Roméo et Juliette»-Symphonie des französischen Komponisten Hector Berlioz sowie einem Besuch von Proben zu Ludwig van Beethovens Sinfonie Nr. 9, eine Symphonie über den Fauststoff zu schreiben. Die Komposition ging jedoch nicht über den ersten Satz, der Fausts Einsamkeit in seinem Studierzimmer schildert, sowie Skizzen zum zweiten Satz «Gretchen» hinaus; aus dem vollendeten ersten Satz wurde schließlich die Faust-Ouvertüre. Ratschläge von Franz Liszt und dessen 1854 komponierte Faust-Sinfonie beeinflussten eine Bearbeitung der Faust-Ouvertüre durch Wagner.

## Zur Musik

### Besetzung
- Piccolo
- 2 Flöten
- 2 Oboen
- 2 Klarinetten
- 3 Fagotte
- 4 Hörner
- 2 Trompeten
- 3 Posaunen
- Tuba
- Pauken
- Streicher

### Satzbezeichnungen
Sehr gehalten – sehr bewegt

### Werkbeschreibung
Kennzeichnend für die Faust-Ouvertüre ist ihr leitmotivischer Charakter. Ihre langsame Einleitung ist von Kontrabässen und Tuba geprägt. Das in Oktaven und chromatischen Zwischenschritten gehaltene Hauptthema (das später den dritten Satz von Anton Bruckners Sinfonie Nr. 9 beeinflussen sollte) schildert Fausts Seelenqualen. Das Seitenthema der Holzbläser wiederum enthält eine Andeutung an Gretchen. Erst am Ende löst sich die in der Ouvertüre dargestellte seelische Anspannung in verhauchendem Dur.

## Wirkung
Hans von Bülow umschrieb die von der Faust-Ouvertüre geschilderte Thematik als «Leiden allgemein menschlichen Inhalts». Die Dresdner Uraufführung durch Wagner sowie eine Weimarer Aufführung im Jahr 1852 durch Franz Liszt (beide Male in der ersten Fassung) fanden positive Resonanz; so schrieb Tschaikowski beispielsweise 1872: «Die Faust-Ouvertüre ist die beste Komposition Wagners und gleichzeitig eines der ausgezeichnetsten Werke der deutschen symphonischen Literatur». Auf Kritik stieß das Stück jedoch beim einflussreichen Musikkritiker Eduard Hanslick und anderen Kritikern sinfonischer Programmmusik.